# Pichichus
Pichichus es el fiel canino, mascota de Hijitus en la serie animada Hijitus (serie), y en la revista de historietas Las aventuras de Hijitus, creación de Manuel García Ferré.
Pichichus vive con Hijitus en su "cañitus" (un tubo cloacal acondicionado a modo de vivienda), y es un buen sabueso investigador de todos los planes que traman el Profesor Neurus y su banda de villanos, salvando incluso a Hijitus en situaciones peligrosas.
Físicamente es un perro pequeño de raza indeterminada, blanco, con la oreja derecha negra y, a pesar de su diminuta contextura, suele atacar con fiereza a los villanos de Trulalá, ciudad ficticia donde la tira tiene lugar.